# Bridgetown
Bridgetown er Barbados' hovedstad og har 110.000(2014) indbyggere.
Byen blev grundlagt af briterne i 1628. Bridgetown er en stor vestindisk turistdestination samt et vigtigt finansielt center i regionen.